# Maidiping (sockenhuvudort i Kina, Hunan Sheng, lat 29,49, long 110,36)
Maidiping (kinesiska: 麦地坪白族乡, 麦地坪) är en sockenhuvudort i Kina. Den ligger i provinsen Hunan, i den södra delen av landet, omkring 290 kilometer nordväst om provinshuvudstaden Changsha. Antalet invånare är 4 006. Befolkningen består av 1 875 kvinnor och 2 131 män. Barn under 15 år utgör 19,0 %, vuxna 15-64 år 66 %, och äldre över 65 år 14,0 %.
Runt Maidiping är det ganska tätbefolkat, med 199 invånare per kvadratkilometer. Närmaste större samhälle är Ruishi, 12,1 km sydväst om Maidiping. I omgivningarna runt Maidiping växer i huvudsak blandskog.
Genomsnittlig årsnederbörd är 1 738 millimeter. Den regnigaste månaden är september, med i genomsnitt 307 mm nederbörd, och den torraste är december, med 21 mm nederbörd.